# Symphonie no 1 de Magnard
Pour les articles homonymes, voir Symphonie no 1.
La symphonie en do mineur op. 4 est la première des quatre symphonies écrites par Albéric Magnard.

## Historique
Elle a été écrite alors que le compositeur avait 24 ans et qu'il étudiait sous la direction de Vincent d'Indy, le dédicataire de l'œuvre. Elle nécessite un effectif musical particulièrement imposant, avec 96 musiciens (dont 64 aux pupitres de cordes). 
Elle a été créée en mars 1893 aux concerts artistiques d'Angers, même si les deux premiers mouvements ont été joués en avril 1891 à la Société nationale de musique.

## Structure
Elle comporte quatre mouvements et son exécution demande environ une demi-heure. Elle reprend le principe cyclique, inspiré de d'Indy, le thème final et initial se rejoignant.
1. Strepitoso – Andante – Allegro marcato – Andante
2. Religioso (largo) – Andante – Largo
3. Presto
4. Molto energico – Meno mosso – Ier tempo - Largo

Durée de l'interprétation : Env. 30 minutes

## Orchestration
| Instrumentation de la première symphonie en do mineur op. 4                                                            |
| Cordes |
| premiers violons, seconds violons, altos, violoncelles, contrebasses, 2 harpes                                         |
| Bois |
| 1 piccolo, 2 flûtes, 2 hautbois, 1 cor anglais, 2 clarinettes en si bémol, 1 clarinette basse, 4 bassons, 3 saxophones |
| Cuivres |
| 4 cors en mi, 4 trompettes, 3 trombones, 1 tuba                                                                        |
| Percussions |
| timbales, grosse caisse, cymbales, triangle                                                                            |